# Microdon bassleri
Microdon bassleri är en tvåvingeart som beskrevs av Charles Howard Curran 1940. Microdon bassleri ingår i släktet myrblomflugor, och familjen blomflugor.
Artens utbredningsområde är Peru. Inga underarter finns listade i Catalogue of Life.